# Kosta Razmov
Kosta Nikolov Razmov (? Ochrid – 1902 Sofie) byl bulharský revolucionář a fotograf aktivní na konci 19. století.

## Životopis
Narodil se v jihozápadním makedonském městě Ochrid. Připojil se k četě Filipa Totjua. Po osvobození Bulharska v roce 1878 otevřel jeden z prvních fotografických ateliérů. Angažoval se v politice a byl příznivcem Vasila Radoslavova.
Byl zabit v roce 1902.

## Galerie

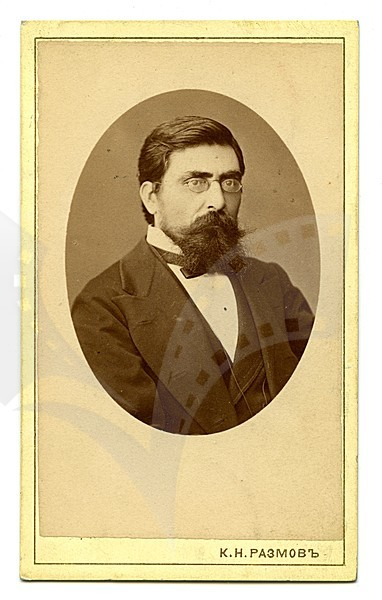
Ivan Kasabov, 1878
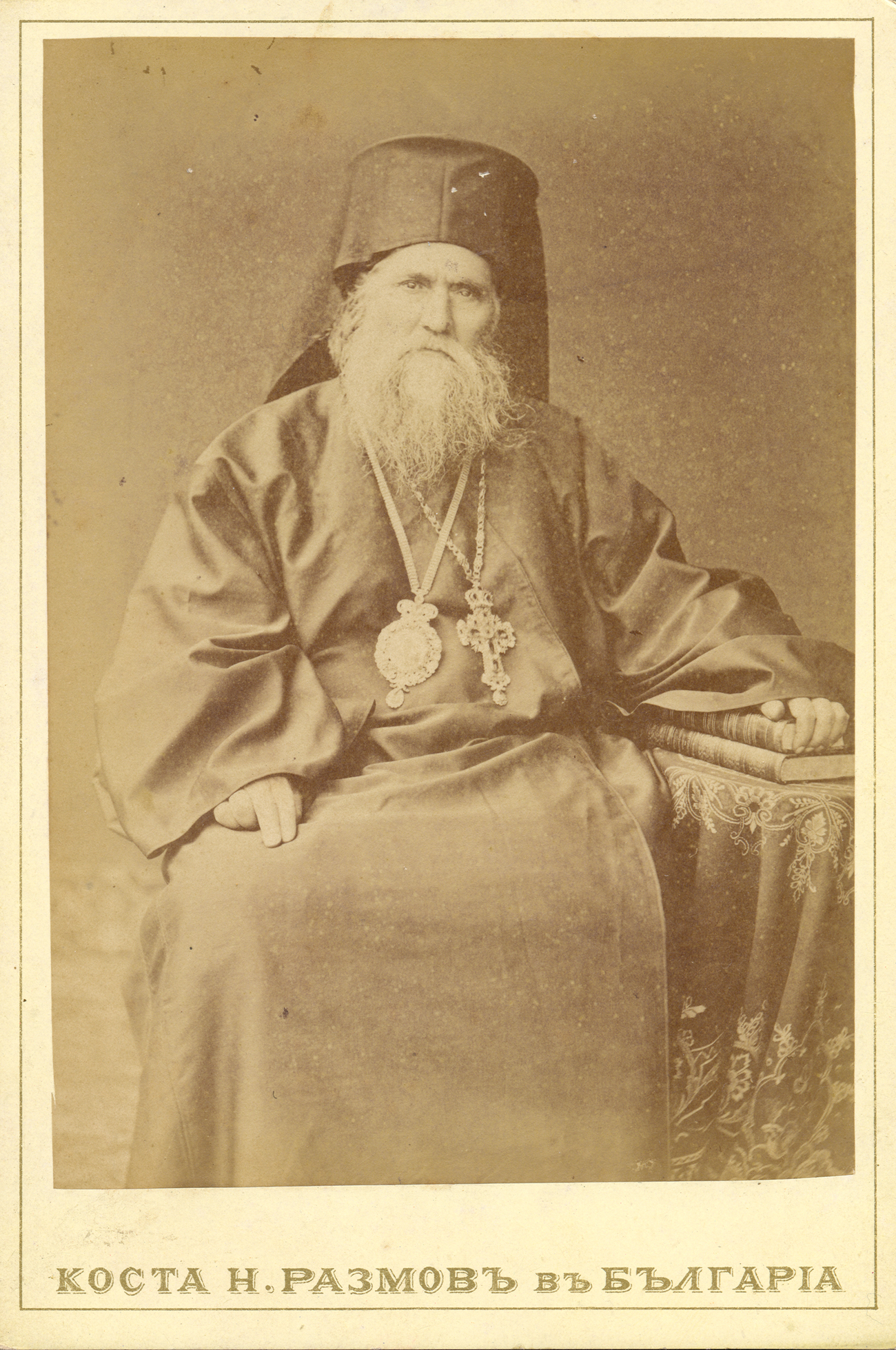
Antim I. Bulharský
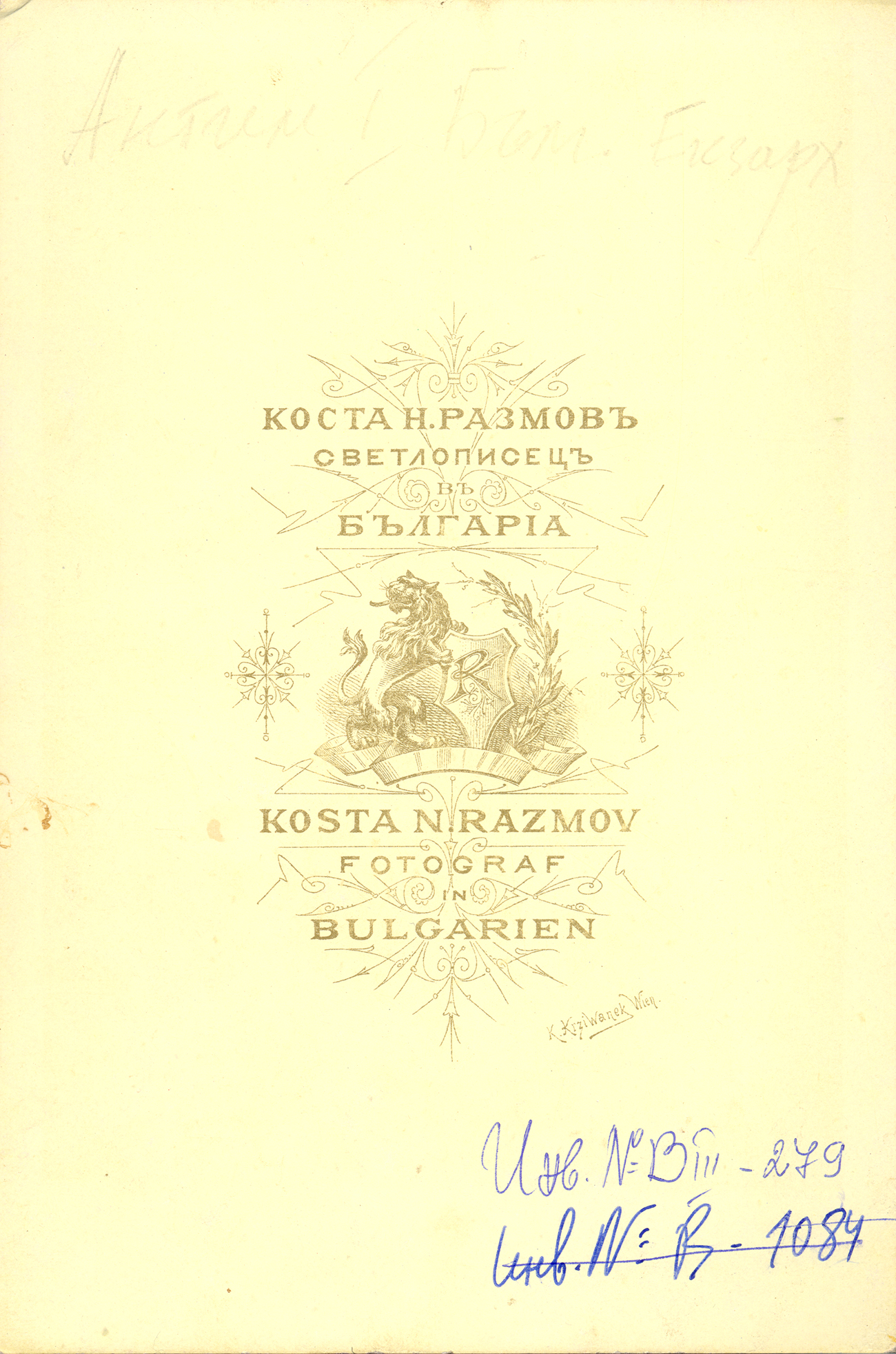
Zadní strana fotografie Antima I. Bulharského
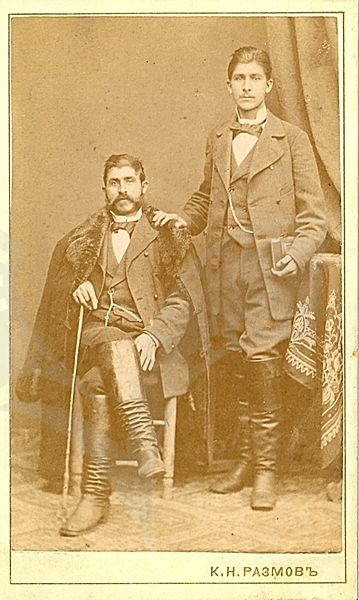
Christo Makedonskij a jeho syn Georgi, 1879